# Catherine de Portugal
Ne doit pas être confondu avec Catherine de Bragance.
Dona Catarina, Infante de Portugal, dite Catherine de Portugal, duchesse de Bragance par son mariage, est née le 18 janvier 1540 à Lisbonne et morte le 15 novembre 1614 à Vila Viçosa.
Elle est la deuxième fille d'Édouard de Portugal, duc de Guimarães, frère du roi Jean III et fils cadet du roi Manuel Ier, et de l'Infante Isabelle de Bragance. Après la mort de son frère le Connétable Dom Duarte, Infant de Portugal, duc de Guimarães, elle hérita de ses droits à la couronne portugaise, puisque sa sœur Dona Maria, Infante de Portugal, mariée au duc de Parme, Alexandre Farnèse, perdait ses droits en ne les réclamant pas et en maintenant sa descendance étrangère au royaume de Portugal. Pour cette raison, à la réunion des États à Lisbonne, en 1641, il fut décidé que la couronne portugaise ne pourrait plus se transmettre qu'aux princes naturels c'est-à-dire portugais.
Les droits de la princesse Catherine à la succession de Portugal, droits qu'elle réclama en 1580, étaient ceux d'être la seule princesse portugaise alors vivante avec descendance, la petite-fille par les mâles d'Emmanuel le Fortuné, tandis que Philipe Ier (Philippe II d'Espagne), qui occupa militairement le Portugal en 1581, forçant son acclamation à la couronne, n'était que son petit-fils par les femmes, sa mère l'impératrice Isabelle de Portugal, femme de Charles Quint, venant après tous ses frères dans la succession royale.
L'Infante Dona Catarina épousa son cousin Jean Ier de Bragance, duc de Bragance.
De cette union naîtront :
- Marie de Bragance (1565-1592)
- Séraphine de Bragance (1566-1604), en 1594 elle épousa Jean Pacheco, duc d'Escabre, (1563-1615)
- Théodose II de Bragance, duc de Bragance
- Édouard de Bragance, marquis de Flexilla, (1569-1627), en 1596 il épousa Béatrix d'Oropesa, en 1610 il épousa Guyomare d'Ayras de Pardo.
- Alexandre de Bragance (1570-1608), il fut archevêque d'Evora
- Chérubine de Bragance (1572-1580)
- Angélique de Bragance (1573-1576)
- Marie de Bragance (1573-1573)
- Isabelle de Bragance (1578-1582)
- Philippe de Bragance (1581-1608)

## Sources
- Généalogie des rois et des princes de Jean-Charles Volkmann Edit. Jean-Paul Gisserot (1998)